# Tân Dương, Đồng Tháp
Tân Dương là một xã thuộc tỉnh Đồng Tháp, Việt Nam.

## Địa lý
Xã Tân Dương có vị trí địa lý:
- Phía đông và đông bắc giáp phường Sa Đéc.
- Phía đông nam giáp xã Tân Phú Trung.
- Phía tây nam giáp xã Hòa Long.
- Phía tây bắc giáp xã Tân Khánh Trung.

Xã Tân Dương có diện tích 46,67 km², dân số năm 2025 là 46.069 người mật độ dân số đạt 987 người/km².

## Hành chính
Xã Tân Dương được chia thành 5 ấp: Hậu Thành, Tân Lộc A, Tân Lộc B, Tân Thuận A, Tân Thuận B.

## Lịch sử
Ngày 5 tháng 1 năm 1981, Hội đồng Chính phủ ban hành Quyết đính số 4-CP, đổi tên huyện Lấp Vò thành huyện Thạnh Hưng, xã Dương Hoà thuộc huyện Thạnh Hưng.
Ngày 6 tháng 3 năm 1984, Hội đồng bộ trưởng ban hành Quyết định số 36-HĐBT, chia xã Dương Hoà thành 2 xã Tân Dương và Hoà Thành
Ngày 16 tháng 02 năm 1987, Hội đồng Bộ trưởng ban hành Quyết định 36-HĐBT, tách 2 ấp Tân Huề, Tân Lợi gồm 890 ha diện tích tự nhiên với 4.508 nhân khẩu của xã Tân Dương thuộc huyện Thạnh Hưng sáp nhập vào thị xã Sa Đéc.
Theo Quyết định 77-HĐBT ngày 27 tháng 06 năm 1989, xã Tân Dương thuộc huyện Lai Vung.
Ngày 16 tháng 6 năm 2025, Ủy ban Thường vụ Quốc hội Việt Nam ban hành Nghị quyết 1663/NQ-UBTVQH15 về việc sắp xếp các đơn vị hành chính cấp xã của tỉnh Đồng Tháp. Theo đó, hợp nhất các xã: Hòa Thành, Tân Dương, Tân Phú Đông của Sa Đéc để thành lập xã mới lấy tên là Tân Dương. Nghị quyết có hiệu lực từ ngày 1 tháng 7 năm 2025.

## Xã hội

### Y tế
Trên địa bàn xã Tân Dương có Trạm y tế Tân Dương.

### Giáo dục
Các cơ sở giáo dục trên địa bàn xã:
- Trường Mầm non Tân Dương
- Trường Tiểu học Tân Dương 1
- Trường Tiểu học Tân Dương 2
- Trường THCS Tân Dương.

Trên địa bàn xã Tân Dương có Đường tỉnh 852 và Huyện lộ 1 đi qua.
Ngoài ra còn có bến đò Tân Dương kết nối ấp Tân Lộc A với ấp Tân Thuận B.

## Hình ảnh
Một vài hình ảnh bên bờ sông ở Tân Dương (nhìn từ xa): 

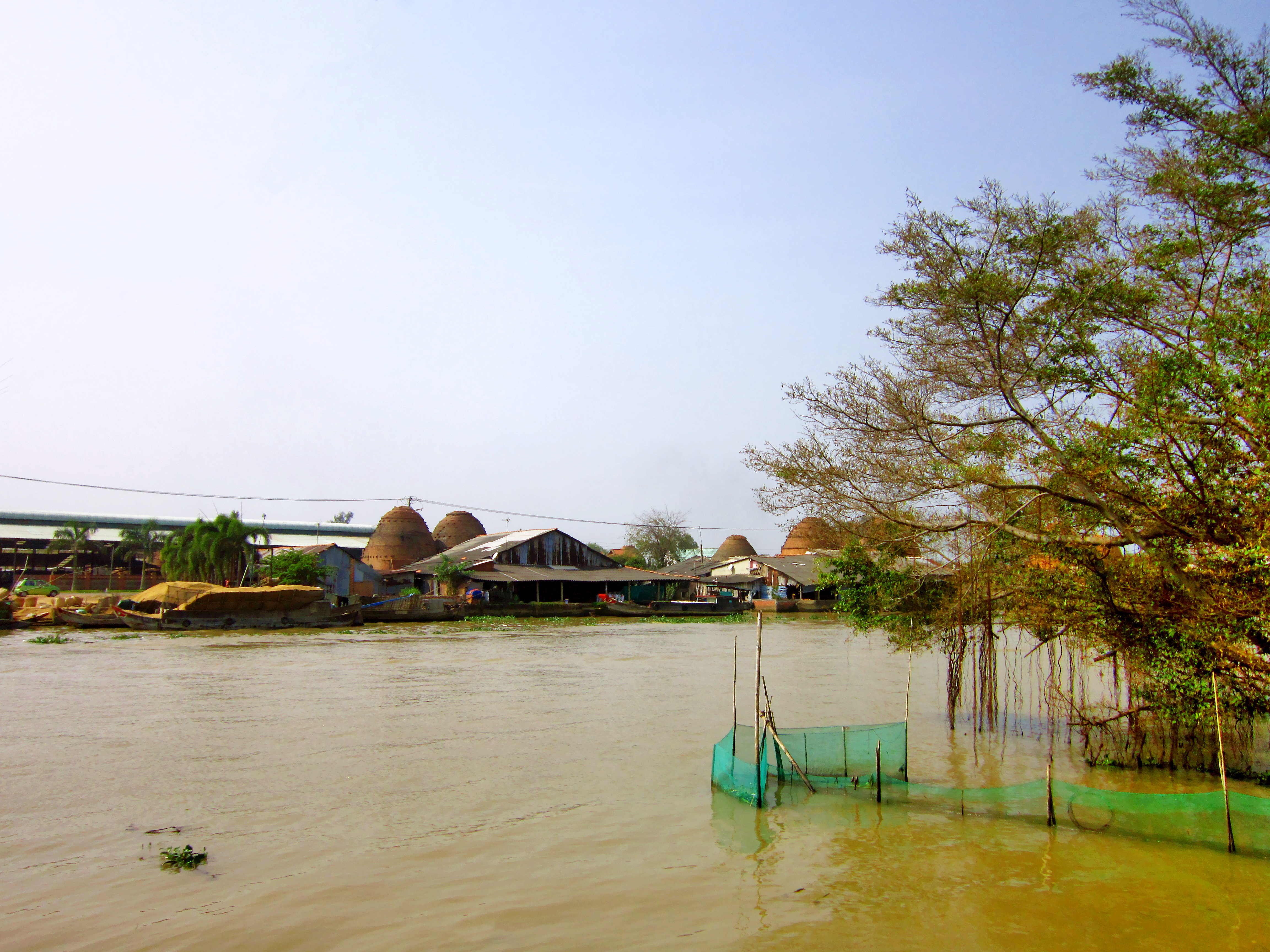
Một trong số cơ sở sản xuất gạch nung ở Tân Dương.
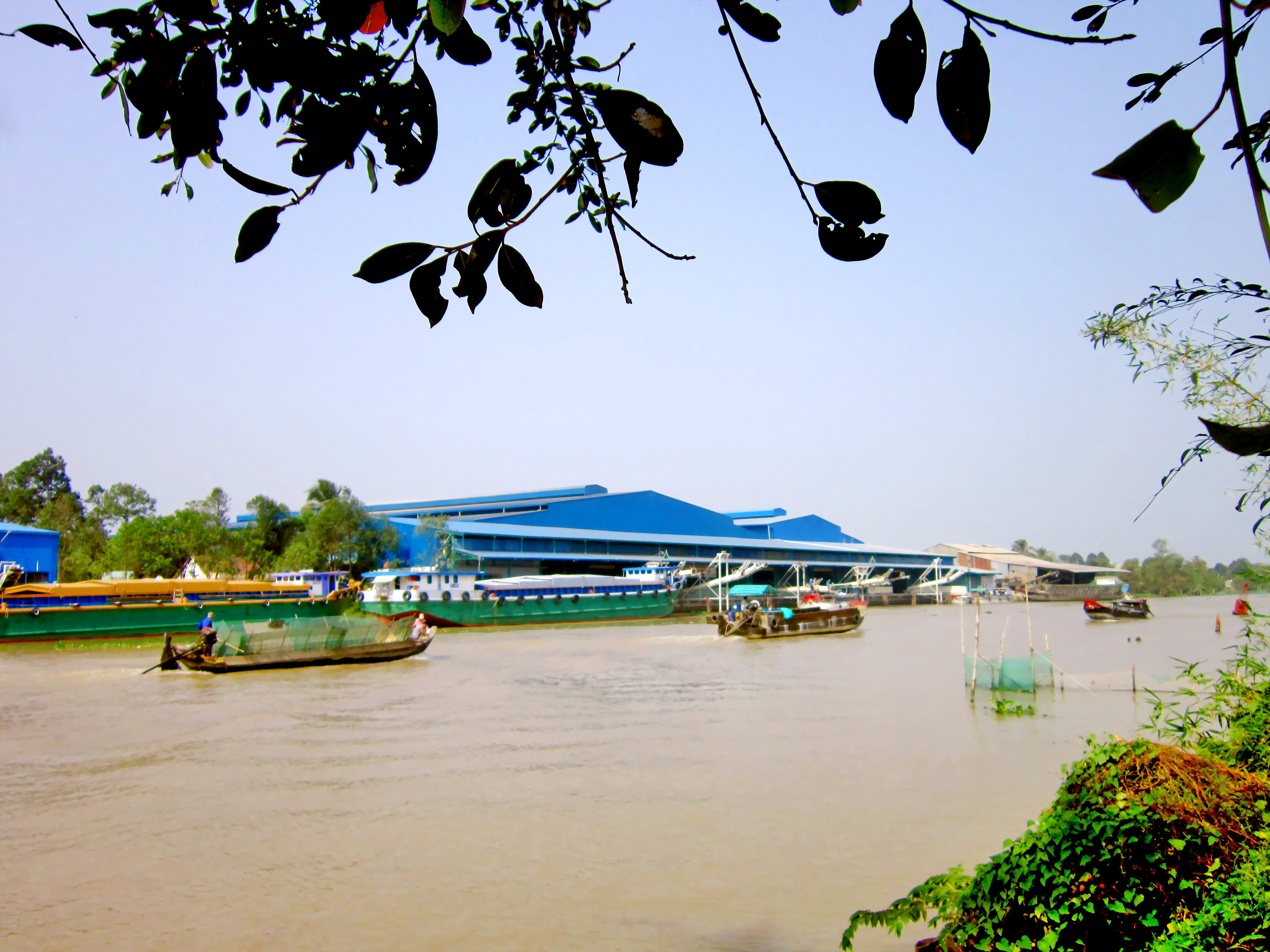
Một trong số nhiều nhà máy xay xát lúa gạo ở Tân Dương.
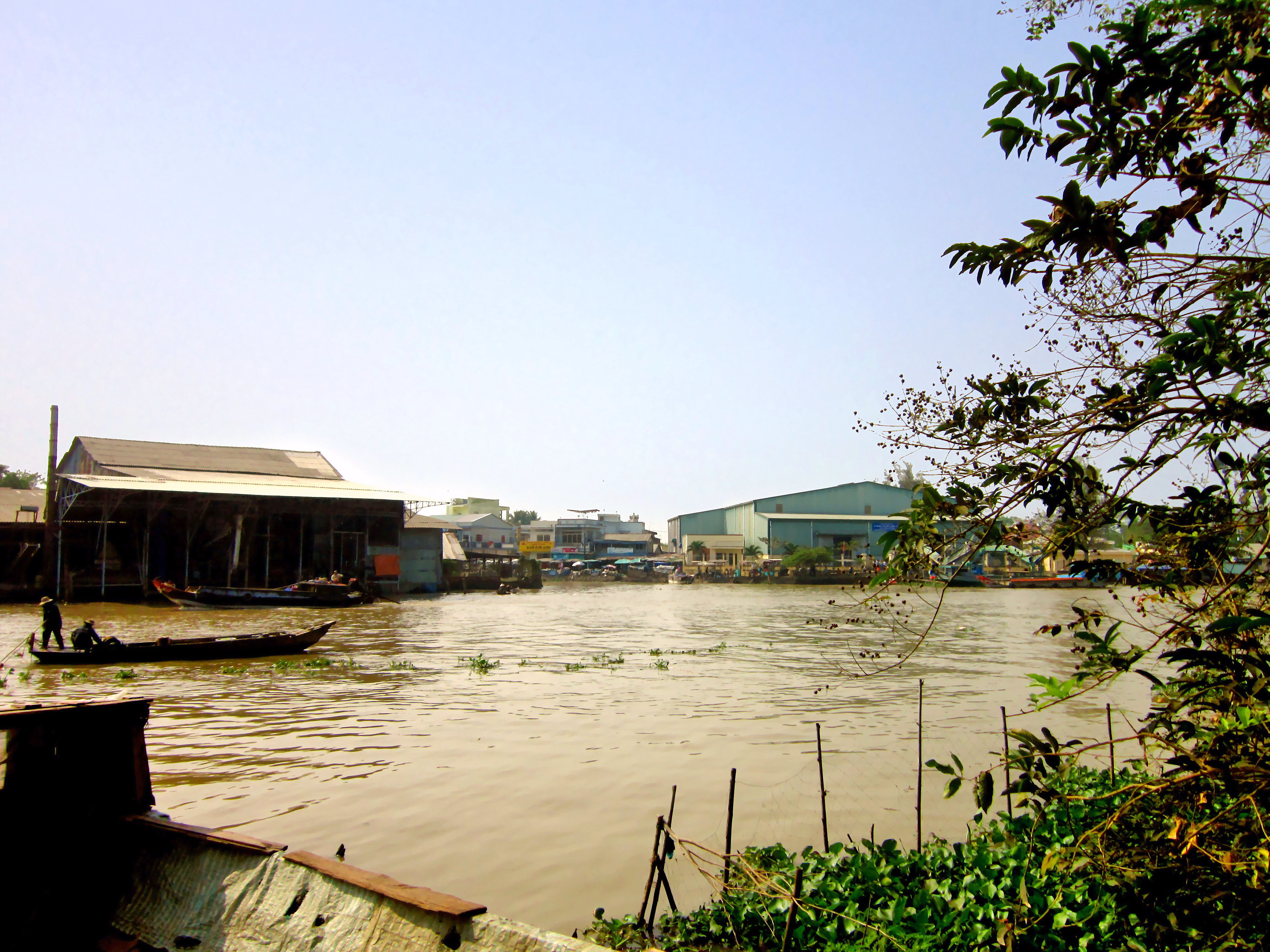
Chợ Tân Dương.